# Dúbravka (Eslovàquia)
|  | Per a altres significats, vegeu «Dubravka». |

Dúbravka és un poble i municipi d'Eslovàquia. Es troba a la regió de Košice, a l'est del país. El 2017 tenia 674 habitants.

## Història
La primera referència escrita de la vila data del 1409.

## Demografia
| Godina             | 1994 | 2004   | 2014   | 2024   |
| ------------------ | ---- | ------ | ------ | ------ |
| Nombre de persones | 703  | 661    | 693    | 663    |
| Diferència         |      | −5,97% | +4,84% | −4,32% |

| Godina             | 2023 | 2024   |
| ------------------ | ---- | ------ |
| Nombre de persones | 659  | 663    |
| Diferència         |      | +0,60% |